# Carnarvon (Noord-Kaap)
Carnarvon is een klein stadje in de Zuid-Afrikaanse provincie Noord-Kaap en ligt 135 km ten noordoosten van Williston en 133 km noordwesten van Victoria-West in de centrale Karoo. Het is het handelscentrum voor de omliggende gebieden. Het bijzonder goede klimaat leent zich uitstekend voor het beoefenen van sporten en dat wordt hier dan ook op grootte schaal bedreven. De belangrijkste landbouwkundige activiteit is de schapenfokkerij.

## Geschiedenis
Oorspronkelijk is het stadje gesticht in 1860 onder de naam Harmsfontein in het gebied Schietfontein. Het was de enige waterbron in het gebied en was de plaats waar in 1847 door zendeling dominee Christian Wilhelm Alheit van het Rijnlands Zendingsgenootschap vestiging werd gesticht. Sommige van de oorspronkelijke missiegebouwen zijn nog steeds in gebruik. In 1874 werd de naam van de plaats veranderd naar Carnarvon; ter eere van de Britse Koloniaal Secretaris Lord Carnarvon (1831–1890).
In 1875 werd de Nederduits-Gereformeerde Kerk gebouwd en de eerste dominee was W.P. de Villiers de pastor van NG Beaufort-Wes. Dertig jaar lang bleef De Villiers dominee van de NG kerk in Carnarvon. Aangezien er toen nog geen scholen in het stadje gaven de dominee en zijn vrouw onderwijs aan de kinderen van de inwoners. De eerste kerk werd in steen gebouwd tegen een totale kostprijs van £12.000. De nieuwe kerk werd in februari 1882 geïnaugureerd. Interessant genoeg vermeldt de hoeksteen (in het Nederlands): "Deze steen werd gelegd in de naam van die Vader, Zoon en Heilige Geest. 23 September 1880.", aangevende 23 september 1880 als de inauguratiedatum.

## Trivia
Een locatie in de buurt van Carnarvon is gekozen voor de constructie van MeerKAT, een opstelling van 50 of meer 12m diameter radioschotels. Het is een pilot project voor de massieve Square Kilometre Array radiotelescoop. Het Afrikaanse deel van de Square Kilometre Array zal ook gevestigd worden buiten Carnarvon.